# Brian Waters
Brian Demond Waters (Waxahachie, 18 febbraio 1977) è un ex giocatore di football americano statunitense che ha militato nel ruolo di offensive guard nella National Football League (NFL).

## Carriera

### Dallas Cowboys
Waters firmò con i Dallas Cowboys dopo non essere stato scelto nel Draft NFL 1999 per giocare come tight end e fullback. Fu svincolato durante il training camp.

### Kansas City Chiefs
Waters firmò con i Kansas City Chiefs come free agent prima delle stagione 2000 e fu inviato a giocare per i Berlin Thunder della NFL Europe, con l'intento di convertirlo a centro.
Waters fu inserito due volte nella formazione ideale della stagione All-Pro e fu convocato per il Pro Bowl cinque volte in 11 anni di carriera con i Kansas City Chiefs. Nel 2003 fu parte della squadra dei Chiefs che terminò con un record di 13-3. Nella stagione 2004 fu premiato come giocatore offensivo della AFC della settimana per la sua prestazione contro gli Atlanta Falcons del 24 ottobre. I Chiefs segnarono un record NFL di 8 touchdown su corsa in quella partita.  Waters è l'unico offensive lineman della AFC ad avere ricevuto tale riconoscimento, e l'unico della NFL dal 1992. Waters nel 2009 fu premiato con il Walter Payton Man of the Year Award per i suoi contributi dentro e fuori dal campo.
Dopo 11 stagioni a Kansas City, fu svincolato il 28 luglio 2011.

### New England Patriots
Il 4 settembre 2011, Waters firmò con i New England Patriots. Iniziò come guardia destra titolare ogni partita per i Patriots, venendo votato come titolare per il Pro Bowl 2012. Dopo non avere vinto alcuna gara di playoff in carriera in precedenza, Waters giunse fino al Super Bowl XLVI, perso contro i New York Giants, in cui partì come titolare. Prima dell'inizio della stagione 2012, Waters rifiutò di presentarsi ai Patriots, dicendo di volere giocare per una squadra più vicina alla sua famiglia in Texas. Fu svincolato il 30 aprile 2013.

### Dallas Cowboys
Waters firmò per fare ritorno ai Dallas Cowboys con un contratto annuale da 3 milioni di dollari il 3 settembre 2013. Il 2 settembre 2014 annunciò il ritiro.

## Palmarès

### Franchigia
- American Football Conference Championship: 1

New England Patriots: 2011

### Individuale
- Convocazioni al Pro Bowl: 6

2004–2006, 2008, 2010, 2011
- First-team All-Pro: 1

2004
- Second-team All-Pro: 1

2005
- Kansas City Chiefs Hall of Fame